# 別爾斯科-比亞瓦省
別爾斯科-比亞瓦省（województwo bielskie）是波蘭歷史上的一個省，始於1975年。1999年1月1日被併入西里西亞省和小波蘭省。
1998年面積3,704平方公里。人口927,500人。首府別爾斯科-比亞瓦。